# Heinrich Simon (Verleger)

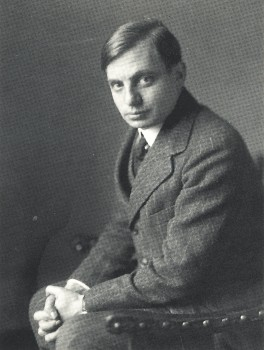
Heinrich Simon vor 1916 auf einer Fotografie von Jacob Hilsdorf

Heinrich Viktor Simon (* 31. Juli 1880 in Berlin; † 6. Mai 1941 in Washington D.C.) war ein deutscher Journalist und Verleger.

## Herkunft und Familie
Heinrich Simon war der dritte Sohn des Bankiers Felix Simon, dieser wiederum war Sohn des Bankiers, Inhabers der Firma J.Simon Witwe & Söhne, Bankgeschäft, später Ostdeutsche Bank, in Königsberg (Pr.) und Geheimen Rates Moritz Simon, und der Therese Simon, des einzigen Kindes des Gründers der Frankfurter Zeitung, Leopold Sonnemann. Seine Geschwister waren Fridolin, Walter, Kurt und Annemarie.
Heinrich Simon war verheiratet mit Irma Freiin von Schey, geb. 1894 in Graz, einer Tochter des hauptsächlich an der Universität Wien lehrenden Juristen Josef Freiherrn von Schey und der Henriette Lang.

## Leben
Nach seiner Schulzeit im Gymnasium Ernestinum Gotha studierte Heinrich Simon in Berlin, Freiburg im Breisgau und Erlangen Philosophie, Nationalökonomie und Kunst- und Literaturgeschichte und wurde 1905 in Freiburg mit einer Arbeit über Novalis, die 1906 erweitert als Buch unter dem Titel „Der magische Idealismus“ erschien, zum Dr. phil. promoviert. Danach trat er in die von seinem Großvater Leopold Sonnemann gegründete Frankfurter Societäts-Druckerei ein und arbeitete im Feuilleton der Frankfurter Zeitung. 1910 erhielt er Prokura. Gemeinsam mit seinem Bruder Kurt, der für den kaufmännischen Teil zuständig war, leitete er seitdem als Vorsitzender der Geschäftsführung und der Redaktionskonferenz der FZ das Familienunternehmen. Ab 1916 war er Mitverleger und Geschäftsführer des von ihm aufgebauten Buchverlags der Societäts-Druckerei.

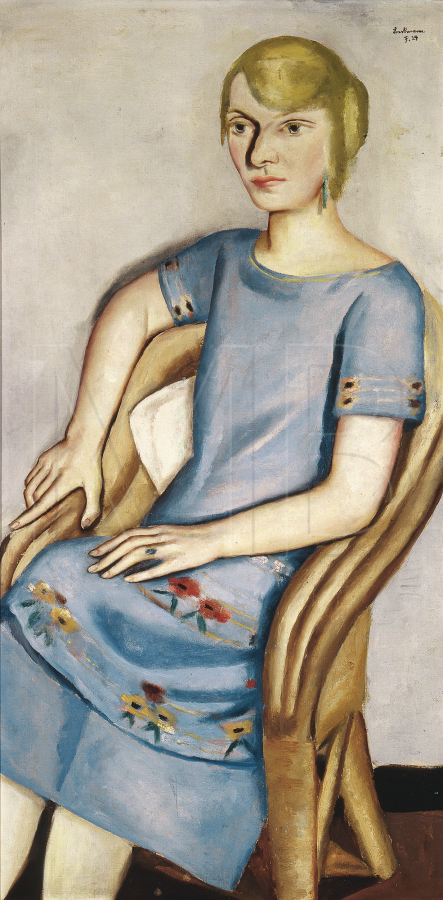
Irma Simon, porträtiert von Max Beckmann (1924)

In den zwanziger und dreißiger Jahren bestimmte Simon durch den Einfluss seiner Persönlichkeit und durch eigene journalistische Beiträge das Erscheinungsbild der Frankfurter Zeitung wesentlich mit. Seine persönlichen Beziehungen zu maßgeblichen Intellektuellen in der Zeit der Weimarer Republik fanden hier ihren Niederschlag. Er stand im Ruf des Verlegers von Frankfurt, der große Verdienste um das Kulturleben in der Stadt Frankfurt am Main hatte.
Er war u. a. mit Max Beckmann befreundet, der ihn 1922 und 1927 in zwei Lithographien porträtierte. Außerdem war er Mitglied der Halkyonischen Akademie für unangewandte Wissenschaften. Otto Erich Hartleben, der Stiftungsvater der Akademie, bezeichnete den wesentlich jüngeren Freund als seinen Sohn. Als Liebhaber und Kenner der Künste förderte Simon auch das moderne Musikleben, z. B. durch die Berufung Theodor W. Adornos zum Leiter des Frankfurter Musikstudios. Er zählte auch zu den Gästen der Villa Rothschild, wo Rudolf von Goldschmidt-Rothschild als ein geschätzter Gastgeber für zahlreiche Künstler und Journalisten galt.
Sein entschiedenes Engagement für die Sache des Zionismus wurde kritisiert von politischen Rechten, Antisemiten und anderen.
1933 übernahm das NS-Regime die Regierung des Deutschen Reichs („Machtübernahme“); 1934 musste der getaufte Jude Simon mit Rücksicht auf den Fortbestand der Frankfurter Zeitung als Vorsitzender der Redaktionskonferenz ausscheiden.
1934 emigrierte Simon über Paris nach Tel Aviv, wo er 1936 Geschäftsführer und zeitweilig Leiter des von ihm mitgegründeten Palestine Philharmonic Orchestra wurde. Über London kam Simon 1939 nach Washington, wo er Musikunterricht erteilte. Aus bisher ungeklärten Gründen wurde er dort 1941 Opfer eines wohl unpolitisch motivierten Mordes.
1931 verfasste Simon eine Biographie über die Jugendzeit seines Großvaters Leopold Sonnemann. Viel gelesen wurde u. a. seine Schrift Wie lese ich den Handelsteil einer Tageszeitung?.

## Eigene Werke
- Fragmente von Novalis. Ausgewählt von Heinrich Simon, München, Albert Langen, 1905
- Der magische Idealismus – Studien zur Philosophie des Novalis, Heidelberg, Winter’s Universitätsbuchhandlung 1906
- Gedichte 1900–1910. Ohne Verlagsangabe. Bibliophile Ausstattung. Gedruckt im Juli 1910 bei Poeschel & Trepte in Leipzig. Nur im Literaturarchiv Marbach nachweisbar.
- Arbeit am Tage. Frankfurter Zeitung 1906–1926. Frankfurt 1927
- Max Beckmann. Berlin u. Leipzig 1930
- Leopold Sonnemann. Seine Jugendgeschichte bis zur Entstehung der „Frankfurter Zeitung“. Frankfurt 1931
- The Orchestra and The Public in The Advocate, Jahrgang 49, 1939